# Himalaya (album de K-Reen)
Pour les articles homonymes, voir Himalaya (homonymie).
 (mars 2022).
La mise en forme du texte ne suit pas les recommandations de Wikipédia : il faut le « wikifier ».
Les points d'amélioration suivants sont les cas les plus fréquents :
- Les titres sont pré-formatés par le logiciel. Ils ne sont ni en capitales, ni en gras.
- Le texte ne doit pas être écrit en capitales (les noms de famille non plus), ni en gras, ni en italique, ni en « petit »…
- Le gras n'est utilisé que pour surligner le titre de l'article dans l'introduction, une seule fois.
- L'italique est rarement utilisé : mots en langue étrangère, titres d'œuvres, noms de bateaux, etc.
- Les citations ne sont pas en italique mais en corps de texte normal. Elles sont entourées par des guillemets français : « et ».
- Les listes à puces sont à éviter, des paragraphes rédigés étant largement préférés. Les tableaux sont à réserver à la présentation de données structurées (résultats, etc.).
- Les appels de note de bas de page (petits chiffres en exposant, introduits par l'outil «  Source ») sont à placer entre la fin de phrase et le point final[comme ça].
- Les liens internes (vers d'autres articles de Wikipédia) sont à choisir avec parcimonie. Créez des liens vers des articles approfondissant le sujet. Les termes génériques sans rapport avec le sujet sont à éviter, ainsi que les répétitions de liens vers un même terme.
- Les liens externes sont à placer uniquement dans une section « Liens externes », à la fin de l'article. Ces liens sont à choisir avec parcimonie suivant les règles définies. Si un lien sert de source à l'article, son insertion dans le texte est à faire par les notes de bas de page.
- La présentation des références doit suivre les conventions bibliographiques. Il est recommandé d'utiliser les modèles {{Ouvrage}}, {{Chapitre}}, {{Article}}, {{Lien web}} et/ou {{Bibliographie}}. Le mode d'édition visuel peut mettre en forme automatiquement les références.
- Insérer une infobox (cadre d'informations à droite) n'est pas obligatoire pour parachever la mise en page.

Pour une aide détaillée, merci de consulter Aide:Wikification.
Si vous pensez que ces points ont été résolus, vous pouvez retirer ce bandeau et améliorer la mise en forme d'un autre article.
Albums de K-Reen
Old School Elixir
(6 juin 2006) Racines K'Raïb
(6 avril 2015)
Himalaya est le quatrième album de K-Reen, sorti le 16 avril 2012. 
Il est aussi le premier et véritable opus de la chanteuse à sortir sous son propre label : Astrad Music. Le disque contient deux singles : Tout Donné, Tout Repris et Comme avant (feat. Youssoupha).

## Liste des chansons
1. Intro (Sonia Rolland / LucSky / Abby / Virginie Blue) – 3:22
2. Battre Des Lèvres (feat. Kamnouze) (K-Reen / Kamnouze) - 3:35
3. Himalaya (K-Reen / Luc Ladire) - 3:44
4. Comme Avant (feat. Youssoupha) (K-Reen / Youssoupha) - 4:17
5. En Toi (K-Reen) 4:17
6. Quelqu'un De Valeur (Berny Craze) - 4:19
7. Danger (K-Reen) - 4:19
8. Dilemme (Avec Lui) (K-Reen / Luc Ladire) - 3:56
9. Music (Bruno Coldol) - 4:06
10. À Quoi Tout Ça Rime (Younès Azenkoud) -3:43
11. Tout Donné, Tout Repris (Virginie Pisano) - 3:46
12. Parce Que C'Est Toi (K-Reen) - 4:20

## Crédits
- Intro :

Interprétée par Sonia Rolland
- Battre Des Lèvres (feat. Kamnouze) :

Paroles : K-Reen / Kamnouze
Musique : James B.K.S. / K-Reen
Éditions : Because / Kilomaître / G. Prod / Tori Publishing
Programmation : James B.K.S.
Enregistré au studio Lusina Star
Réalisé par K-Reen
- Himalaya :

Paroles : K-Reen / Luc Ladire
Musique : James B.K.S. / K-Reen
Éditions : Because / Kilomaître / G. Prod 
Programmation : James B.K.S.
- Comme Avant (feat. Youssoupha) :

Paroles : K-Reen / Youssoupha
Musique : Cisko / K-Reen
Éditions : Because / Kilomaître /Bomaye Music
Programmation Cisko
Enregistré au studio Garden House
- En Toi :

Paroles : K-Reen
Musique : Trafeek Music / K-Reen
Programmation Andriambolamena Christophe et Rochat Julien
Éditions : Because / Kilomaître / Six O Nine
- Quelqu'un De Valeur :

Paroles : Berny Craze
Musique : Berny Craze / K-Reen / Philémon
Enregistré par Owin G. pour Jade Project / WGMP Ltd et Berny Craze pour Blu Djnns / WGMP Ltd et par Berny Craze pour Blu Djnns / WGMP Ltd
Co-arrangé par Philémon pour Blu Djnns
Voix arrangées par K-Reen et Berny Craze
Instruments : Berny Craze, Philémon
Réalisé par Berny Craze pour Blu Djnns / WGMP Ltd
- Danger :

Paroles : K-Reen
Musique : Trafeek Music / K-Reen 
Éditions : Because / Kilomaître / Six O Nine
Programmation : Andriamlamena Christophe et Rochat Julien
- Dilemme (Avec Lui) :

Paroles : K-Reen / Luc Ladire
Musique : Matt Houston / K-Reen
Chœurs : Luc Ladire
Éditions : Because / Kilomaître 
Programmation : Matt Houston
- Music :

Paroles : Bruno Coldo
Musique : James B.K.S. / K-Reen 
Éditions : Because / Kilomaître / G. Prod
Programmation  : James B.K.S.
- À Quoi Tout Ça Rime :

Paroles : Younès Azenkoud
Musique : James B.K.S. / K-Reen
Programmation : James B.K.S.
- Tout Donné, Tout Repris :

Paroles : Virgine Pisano
Musique : James B.K.S. / K-Reen
Éditions : Because / Kilomaître / G. Prod
Programmation James B.K.S.
- Parce Que C'Est Toi

Paroles : K-Reen
Musique : Cisko / K-Reen
Éditions : Because / Kilomaître
Programmation : Cisko

Tous les titres sont réalisés par K-Reen
Tous les arrangements de voix sont réalisés par K-Reen excepté Quelqu'un De Valeur
Photos : Ismael Amerin (i-amerin.book.fr)
Make Up : Tania Li
Mise en page : www.kostarprod.com